# (5126) Ахеменид
(5126) Ахеменид (лат. Achaemenides, др.-греч. Ἀχαιμενίδης) — типичный троянский астероид Юпитера, движущийся в точке Лагранжа L4, в 60° впереди планеты. Астероид был открыт 11 октября 1985 года американским астрономом Кэролин Шумейкер в Паломарской обсерватории и назван в честь Ахеменида, одного из героев Троянской войны.

Орбита астероида Ахеменид и его положение в Солнечной системе
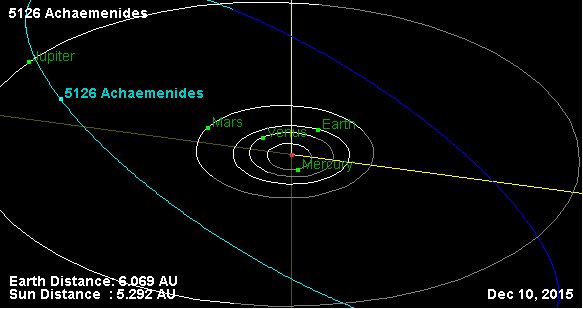
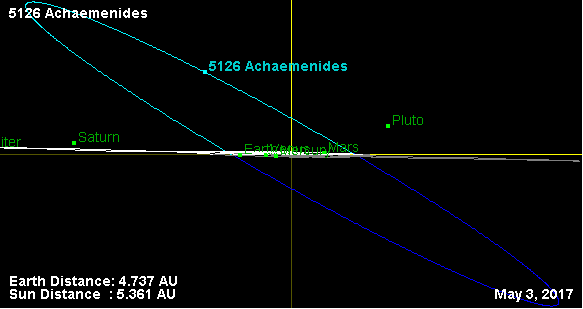